# زنبورهای نوارآبی
زنبورهای نوارآبی (نام علمی: Amegilla) یک سرده بزرگ از زنبورهای تبار Anthophorini است. این سرده در سراسر جهان وجود دارد، اما تعداد بسیار کمی از آن در بالای ۴۵ درجه شمالی زندگی می‌کنند. آمگیلا با بیوم‌های خشک و زیرخشک، ماتورال‌ها، استپ‌ها، بیابان‌های فرعی و بیابان‌ها همراه است.
زنبورهای نوارآبی به‌طور کلی زنبورهای با اندازه متوسط تا بسیار بزرگ با شکل ستبر هستند. بدن و پاها مودار و زبان و خرطوم بلند است. همه گونه‌های زنبورهای نوارآبی برای ساختن لانه گودی می‌سازند، از این رو معمولاً به آنها «زنبورهای حفار» می‌گویند. چندین گونه دارای نوارهای فلزی آبی روی شکم هستند و به آنها زنبورهای نوارآبی می‌گویند.
همه زنبورهای نوارآبی گونه‌های منفرد هستند. آنها پروازهای بسیار سریع و چابکی دارند و به همین دلیل، گرفتن برخی از گونه‌ها تقریباً ناممکن است. ماده‌ها در گرده‌افشانی ارتعاشی ماهر هستند و برخی از گونه‌ها ارزش ثابت یا بالقوه‌ای به عنوان گرده‌افشان گوجه‌فرنگی‌های گلخانه‌ای دارند.